# Billy Arce
Billy Arce (Esmeraldas, Ecuador; 12 de julio de 1998) es un futbolista ecuatoriano. Juega de extremo por ambas bandas y su equipo actual es Atlético Nacional de la Categoría Primera A de Colombia. 

## Trayectoria
Se inició en el club La Paz de Manabí y luego pasó a Fedeguayas, donde fue observado por el Club Sport Emelec para jugar en la categoría sub-14 tan solo jugó 4 partidos y marcó 7 goles lo cual hizo que el 2013 lo contratará el Independiente del Valle y desde ese entonces jugó las categorías inferiores de dicho equipo hasta el 2017, en un partido válido por la primera ronda de la Copa Libertadores 2017 marca oficialmente su debut y desde ese entonces ha sido uno de los jugadores de mayor rendimiento en el equipo del DT Alexis Mendoza.
En agosto de 2018 el 80% de su pase es adquirido por el equipo inglés Brightton & Hove Albion siendo su primera vez en el fútbol extranjero, el 20 % se quedó en el Independiente del Valle. El club inglés decidió cederlo al Extremadura U. D. de la Segunda División de España para la temporada 18/19. Tras fracasar en su primera experiencia en el fútbol extranjero con el Extremadura U. D., vuelve al fútbol ecuatoriano y al igual cedido por el Brightton & Hove Albion llega al Club Sport Emelec donde nunca pudo adaptarse  y fue otro fracaso para el futbolista, después de estar 7 meses con el conjunto eléctrico, Billy es cedido al Barcelona Sporting Club desde el mes de agosto de 2019.
En las temporadas 2020 y 2021 jugó en calidad de cedido en Liga Deportiva Universitaria de la Serie A de Ecuador.
El 31 de enero de 2022 se confirmó su regreso al club inglés Brighton & Hove Albion, de la Premier League. El 1 de marzo de 2022 se confirmó su rescisión de contrato con el club inglés.
El 8 de marzo de 2022 se confirmó su retorno a Independiente del Valle por una temporada.
El 20 de julio de 2022 fue anunciado como refuerzo de Peñarol de la Primera División de Uruguay, con un contrato por un año, sin embargo al finalizar el torneo en noviembre rescindió su contrato con el club uruguayo.
En enero de 2023 llega como refuerzo al Deportivo Pasto para afrontar el Torneo Apertura 2023-1 de la Liga Betplay Dimayor de Colombia. Dejó el club a inicios de junio. Continuaría en el fútbol colombiano al fichar por el Once Caldas, también de la Primera División de aquel país.
El 31 de julio de 2024 fue presentado por el Santos Futebol Clube de la Serie B de Brasil, permaneció hasta el final de la temporada en tierras brasileñas.
El 9 de enero de 2025 se anunció su fichaje por el Atlético Nacional de la Categoría Primera A de Colombia.

## Estadísticas

### Clubes
Actualizado al último partido jugado el 16 de agosto de 2025.
| Independiente del Valle · Ecuador      | 1.ª                 | 2016                | 0   | 0  | —  | — | —  | — | — | — | 0   | 0  | 0  |
| Independiente del Valle · Ecuador      | 1.ª                 | 2017                | 32  | 12 | —  | — | 2  | 0 | — | — | 34  | 12 | 3  |
| Independiente del Valle · Ecuador      | 1.ª                 | 2018                | 20  | 6  | —  | — | 2  | 1 | — | — | 22  | 7  | 1  |
| Extremadura U. D. · España             | 2.ª                 | 2018-19             | 3   | 0  | 1  | 0 | —  | — | — | — | 4   | 0  | 0  |
| Extremadura U. D. · España             | Total club          | Total club          | 3   | 0  | 1  | 0 | 0  | 0 | 0 | 0 | 4   | 0  | 0  |
| C. S. Emelec · Ecuador                 | 1.ª                 | 2019                | 6   | 2  | 0  | 0 | 4  | 0 | — | — | 10  | 2  | 1  |
| C. S. Emelec · Ecuador                 | Total club          | Total club          | 6   | 2  | 0  | 0 | 4  | 0 | 0 | 0 | 10  | 2  | 1  |
| Barcelona S. C. · Ecuador              | 1.ª                 | 2019                | 8   | 1  | 2  | 0 | —  | — | — | — | 10  | 1  | 2  |
| Barcelona S. C. · Ecuador              | Total club          | Total club          | 8   | 1  | 2  | 0 | 0  | 0 | 0 | 0 | 10  | 1  | 2  |
| Liga Deportiva Universitaria · Ecuador | 1.ª                 | 2020                | 26  | 3  | —  | — | 8  | 1 | — | — | 34  | 4  | 1  |
| Liga Deportiva Universitaria · Ecuador | 1.ª                 | 2021                | 21  | 0  | 2  | 2 | 7  | 4 | — | — | 30  | 6  | 7  |
| Liga Deportiva Universitaria · Ecuador | Total club          | Total club          | 47  | 3  | 2  | 2 | 15 | 5 | 0 | 0 | 64  | 10 | 8  |
| Independiente del Valle · Ecuador      | 1.ª                 | 2022                | 11  | 1  | 2  | 0 | 6  | 1 | — | — | 19  | 2  | 1  |
| Independiente del Valle · Ecuador      | Total club          | Total club          | 63  | 19 | 2  | 0 | 10 | 2 | 0 | 0 | 75  | 21 | 5  |
| Peñarol · Uruguay                      | 1.ª                 | 2022                | 2   | 0  | 1  | 0 | —  | — | — | — | 3   | 0  | 0  |
| Peñarol · Uruguay                      | Total club          | Total club          | 2   | 0  | 1  | 0 | 0  | 0 | 0 | 0 | 3   | 0  | 0  |
| Deportivo Pasto · Colombia             | 1.ª                 | 2023                | 17  | 1  | —  | — | —  | — | — | — | 17  | 1  | 1  |
| Deportivo Pasto · Colombia             | Total club          | Total club          | 17  | 1  | 0  | 0 | 0  | 0 | 0 | 0 | 17  | 1  | 1  |
| Once Caldas · Colombia                 | 1.ª                 | 2023                | 17  | 2  | —  | — | —  | — | — | — | 17  | 2  | 2  |
| Once Caldas · Colombia                 | 1.ª                 | 2024                | 22  | 5  | 1  | 0 | —  | — | — | — | 23  | 5  | 2  |
| Once Caldas · Colombia                 | Total club          | Total club          | 39  | 7  | 1  | 0 | 0  | 0 | 0 | 0 | 40  | 7  | 4  |
| Santos F. C. · Brasil                  | 2.ª                 | 2024                | 2   | 0  | 0  | 0 | 0  | 0 | — | — | 2   | 0  | 0  |
| Santos F. C. · Brasil                  | Total club          | Total club          | 2   | 0  | 0  | 0 | 0  | 0 | 0 | 0 | 2   | 0  | 0  |
| Atlético Nacional · Colombia           | 1.ª                 | 2025                | 22  | 2  | 3  | 0 | 6  | 1 | — | — | 31  | 3  | 0  |
| Atlético Nacional · Colombia           | Total club          | Total club          | 22  | 2  | 3  | 0 | 6  | 1 | 0 | 0 | 31  | 3  | 0  |
| Total en su carrera                    | Total en su carrera | Total en su carrera | 209 | 35 | 12 | 2 | 35 | 8 | 0 | 0 | 256 | 45 | 21 |
| 1. 2.                                  |                     |                     |     |    |    |   |    |   |   |   |     |    |    |

## Palmarés

### Campeonatos nacionales
| Título                | Equipo                       | País     | Año  |
| --------------------- | ---------------------------- | -------- | ---- |
| Supercopa de Ecuador  | Liga Deportiva Universitaria | Ecuador  | 2020 |
| Supercopa de Ecuador  | Liga Deportiva Universitaria | Ecuador  | 2021 |
| Serie B               | Santos F. C.                 | Brasil   | 2024 |
| Superliga de Colombia | Atlético Nacional            | Colombia | 2025 |

### Distinciones individuales
| Distinción                                              | Año  |
| ------------------------------------------------------- | ---- |
| Jugador revelación del Campeonato Ecuatoriano de Fútbol | 2017 |